# Çalıklı, Selendi
Çalıklı là một xã thuộc huyện Selendi, tỉnh Manisa, Thổ Nhĩ Kỳ. Dân số thời điểm năm 2011 là 210 người.